# Ricardo Viera (futbolista)
Ricardo Lindolfo Viera (Montevideo, Uruguay, 19 de mayo de 1960) es un exfutbolista uruguayo, campeón de la Copa Libertadores en 1987 con Peñarol.

## Clubes
| Club                | País     | Año       |
| ------------------- | -------- | --------- |
| Danubio             | Uruguay  | 1978      |
| Junior              | Colombia | 1979      |
| Cúcuta              | Colombia | 1980-1981 |
| Atlético Nacional   | Colombia | 1982      |
| Unión Magdalena     | Colombia | 1983      |
| Olimpia             | Paraguay | 1984      |
| Peñarol             | Uruguay  | 1985-1988 |
| Deportivo Municipal | Perú     | 1989      |
| Olimpia             | Paraguay | 1990-1992 |
| Sipesa              | Perú     | 1993      |

## Palmarés

### Como jugador

#### Torneos nacionales
| Título              | Club    | País    | Año  |
| ------------------- | ------- | ------- | ---- |
| Campeonato Uruguayo | Peñarol | Uruguay | 1985 |
| Campeonato Uruguayo | Peñarol | Uruguay | 1986 |

#### Torneos internacionales
| Título              | Club (*)             | País    | Año  |
| ------------------- | -------------------- | ------- | ---- |
| Sudamericano Sub-20 | Selección de Uruguay | Uruguay | 1979 |
| Copa Libertadores   | Peñarol              | Uruguay | 1987 |